# Distrito de Katihar
Katihar (en bihari; कटिहार जिला) es un distrito de India en el estado de Bihar. Código ISO: IN.BR.KT.
Comprende una superficie de 3 056 km².
El centro administrativo es la ciudad de Katihar.

## Demografía
Según censo 2011 contaba con una población total de 3 068 149 habitantes.